# Chefu (cratera)
Chefu é uma cratera marciana. Tem 11,5 quilômetros de diâmetro. Deve o seu nome a Chefu, uma localidade em Moçambique.